# 雅卡·拉科維奇

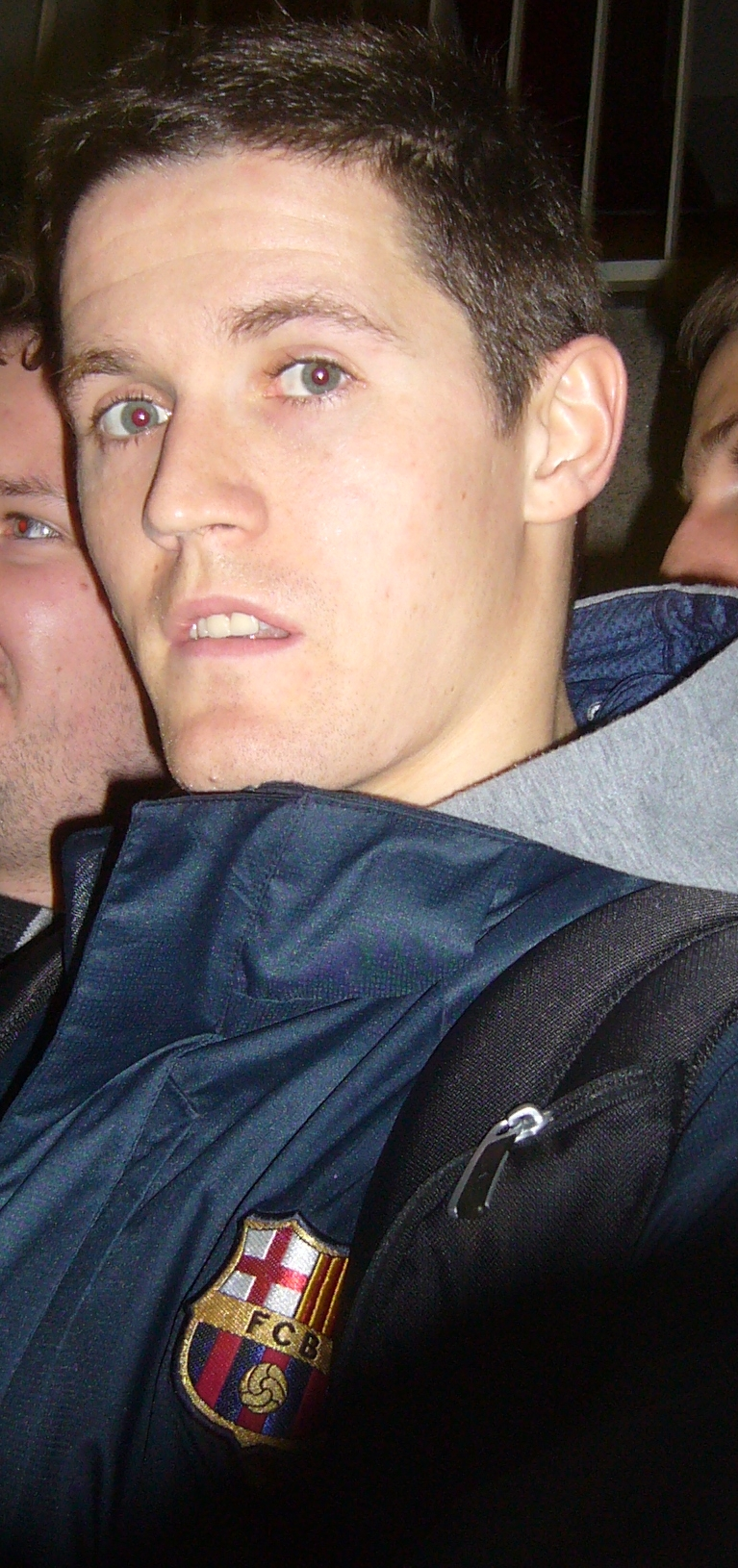
雅卡·拉科維奇

雅卡·拉科維奇（1978年7月9日—），斯洛維尼亞籃球運動員，現在效力於土耳其球隊加茲安納普籃球俱樂部。他也是斯洛維尼亞國家男子籃球隊的一員。